# Vodiriana
Vodiriana is een plaats en commune in het oosten van Madagaskar, behorend tot het district Moramanga, dat gelegen is in de regio Alaotra-Mangoro. Tijdens een volkstelling in 2001 telde de plaats 9.880 inwoners.
De plaats biedt naast lager onderwijs ook middelbaar onderwijs aan. 99,5 % van de bevolking werkt als landbouwer. De belangrijkste landbouwproducten zijn rijst en maniok; andere belangrijke producten zijn ananas en bonen. Verder is 0,5% actief in de dienstensector.